# Nepenthes madagascariensis
Nepenthes madagascariensis är en tvåhjärtbladig växtart som beskrevs av Jean Louis Marie Poiret. Nepenthes madagascariensis ingår i släktet Nepenthes och familjen Nepenthaceae. Inga underarter finns listade i Catalogue of Life.

## Bildgalleri

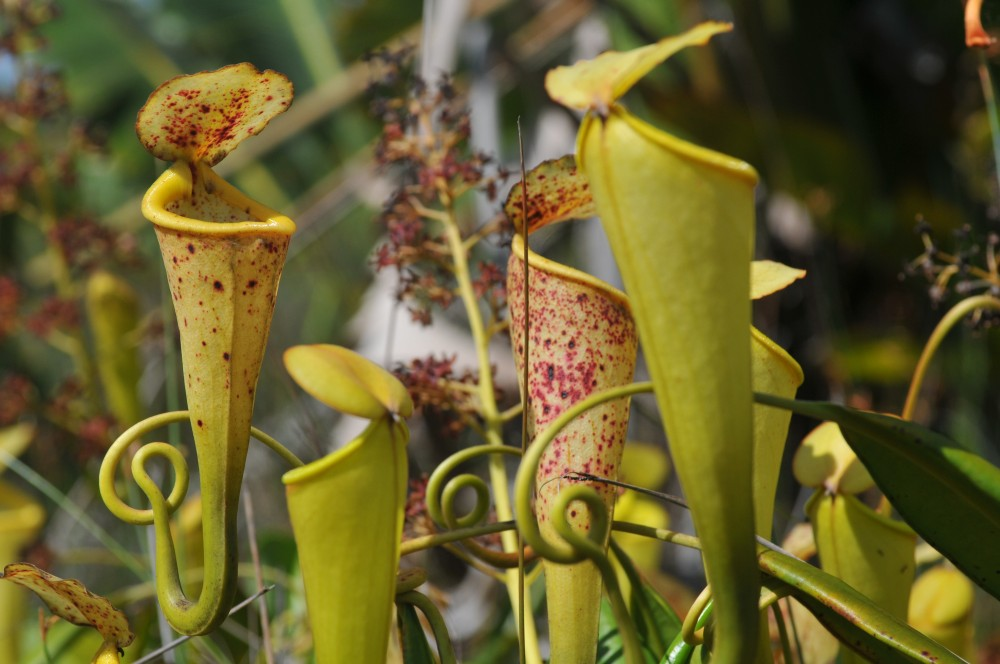
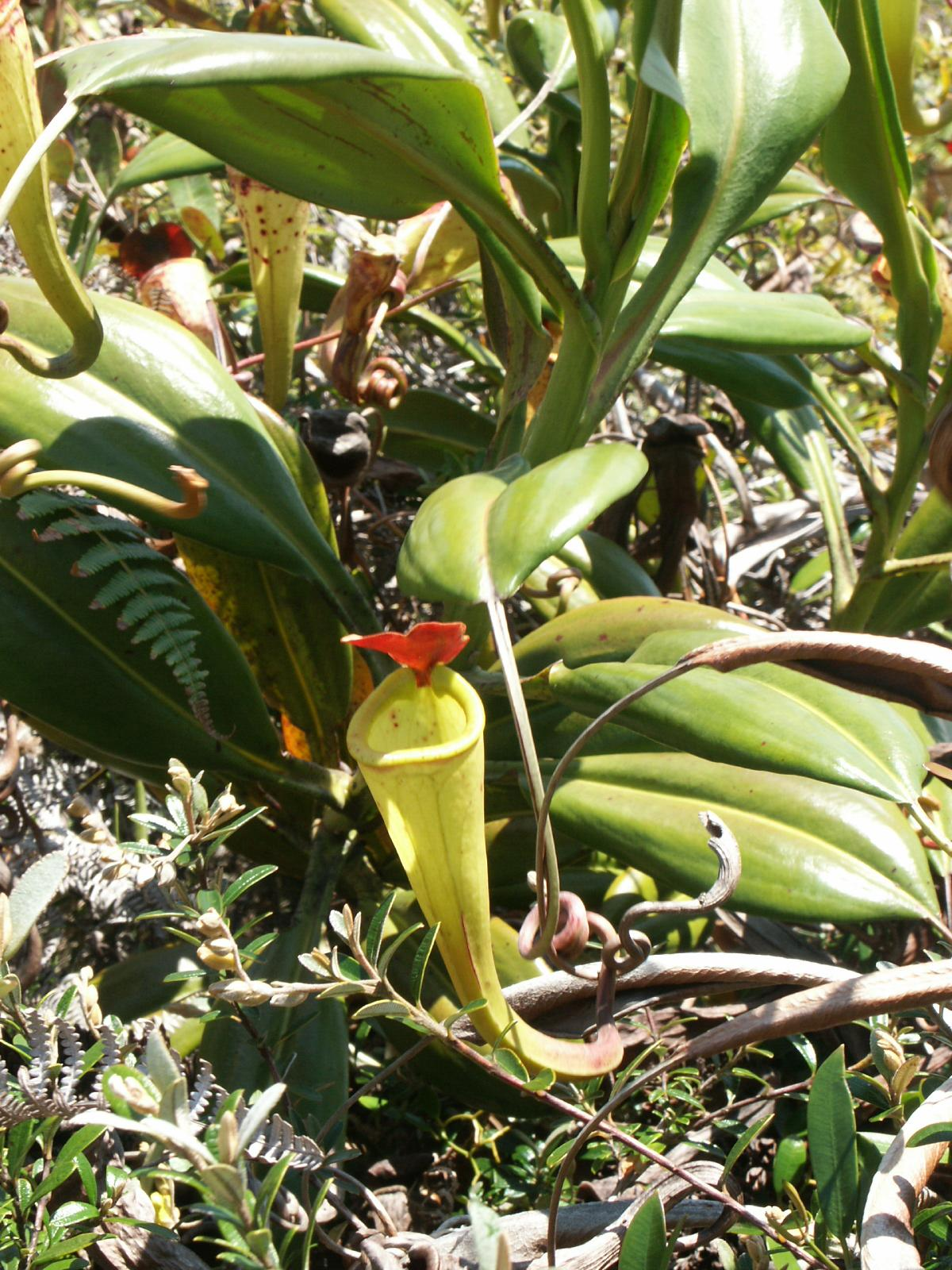
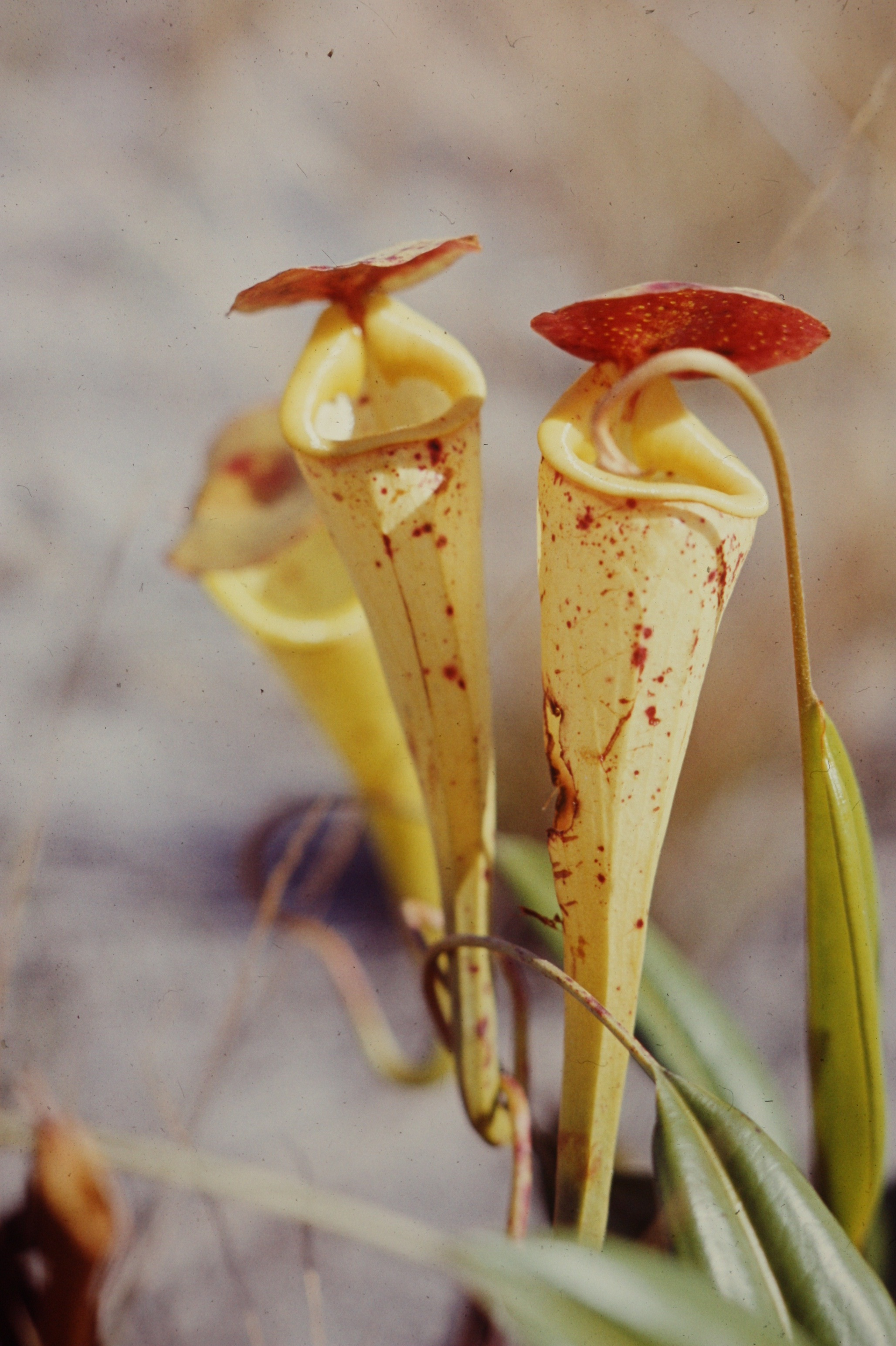
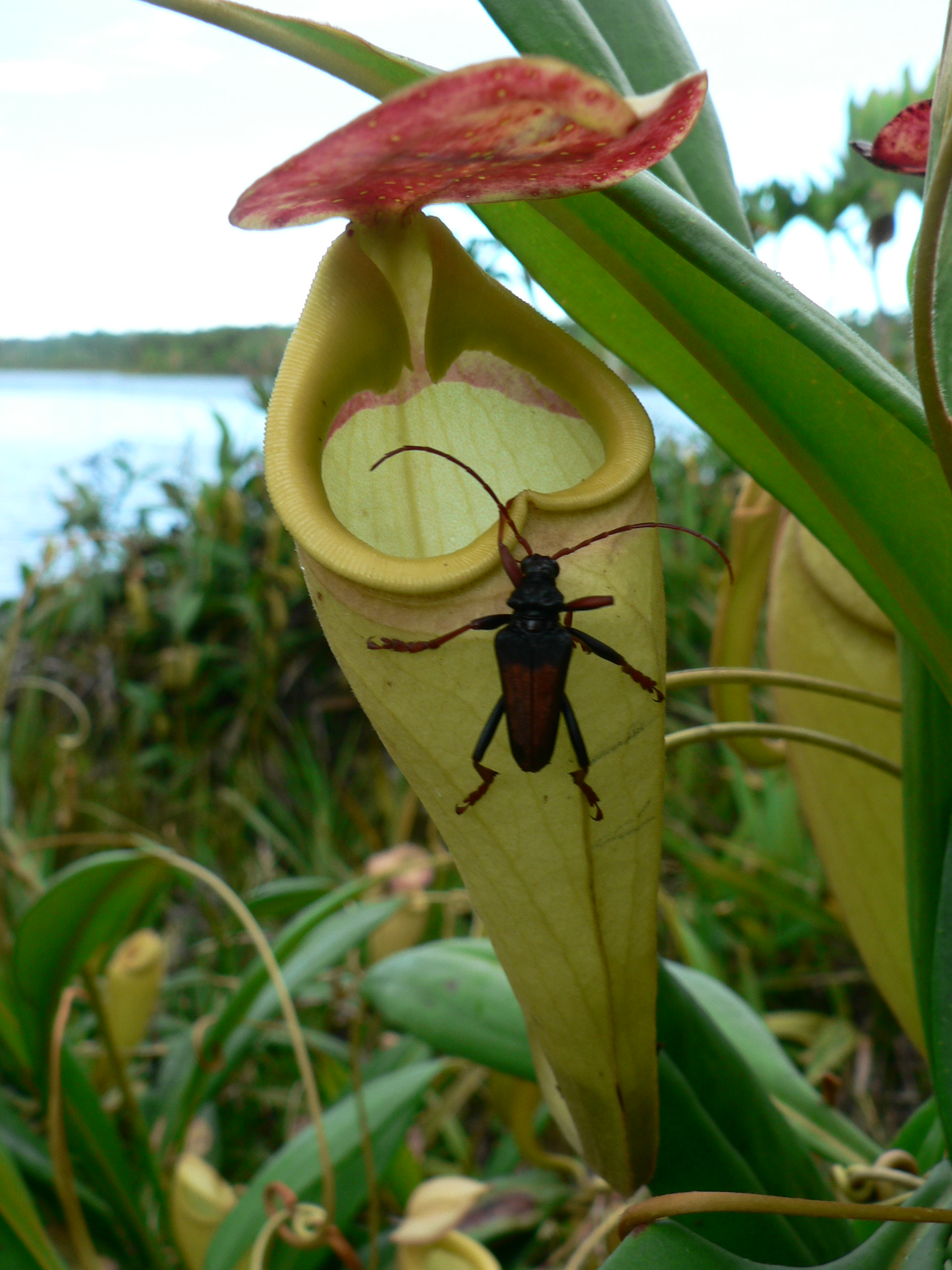
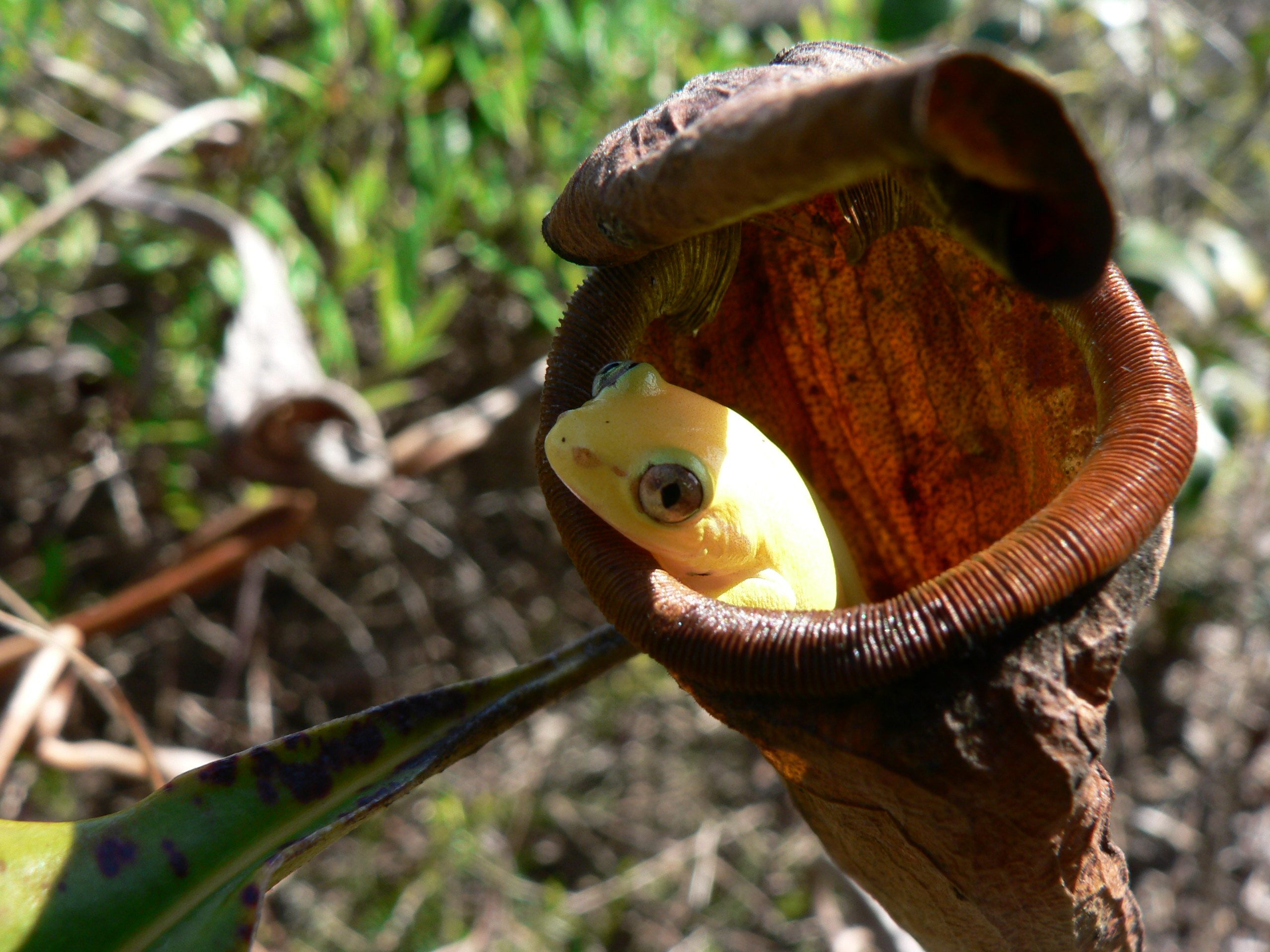
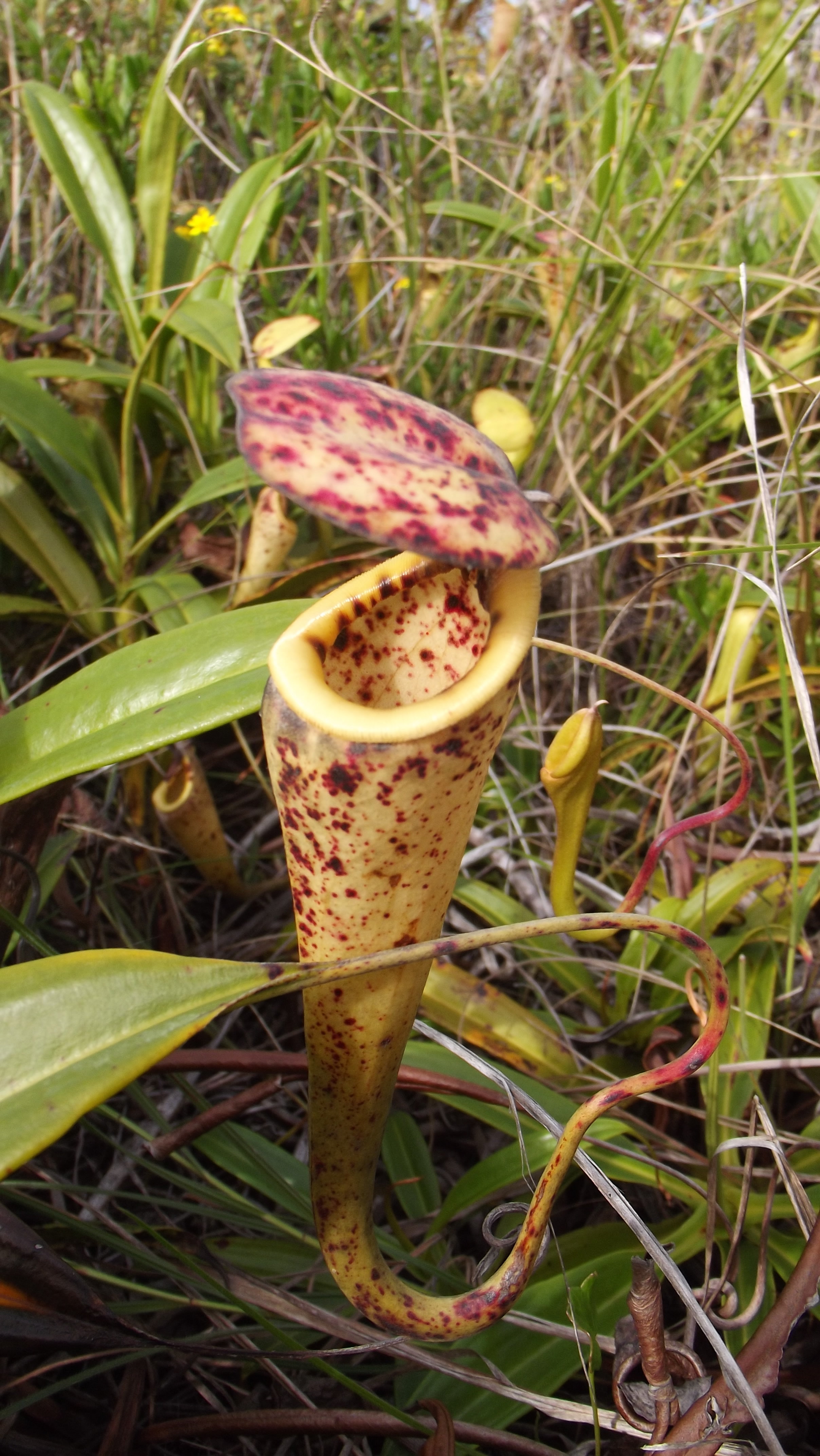